# Дронавалли, Харика
Харика Дронавалли (род. 12 января, 1991, Гунтур) — индийская шахматистка, гроссмейстер (2011).
Чемпионка мира до 20 лет (2008). Чемпионка Индии (2009). Чемпионка Азии (2011).

## Карьера
В составе сборной Индии по шахматам многократная участница различных соревнований среди женщин:
- 6 олимпиад (2004—2014).
- 4 командных чемпионата мира (2009—2011, 2015—2017). Дважды выигрывала серебряные медали в индивидуальном зачёте (2011 и 2015).
- 6 командных чемпионатов Азии (2003, 2008—2016). Выиграла 5 медалей в команде: 4 серебряные (2008—2014) и 1 бронзовую (2003), а также 5 медалей в индивидуальном зачёте: 3 золотые (2003, 2009, 2014) и 2 серебряные (2008, 2016).
- 16-е Азиатские игры (2010) в г. Гуанчжоу.
- 2 Азиатские игры в помещениях (2007—2009). Выиграла 2 медали в команде: серебряную (2007) и бронзовую (2009).

Участница 7-и клубных кубков Европы в составе различных команд (2008—2013, 2017). В составе команды из Саратова выиграла «золото» в индивидуальном зачёте (2008). В составе «МИКА Ереван» выиграла 3 медали в команде: 2 бронзовые (2010—2011) и 1 серебряную (2012), а также «серебро» в индивидуальном зачёте (2010). В составе «Нона Батуми» выиграла золотую медаль в команде (2017).
В ноябре 2021 года в Риге она заняла 5-е место на турнире «Большая женская швейцарка ФИДЕ».

## Изменения рейтинга
| График не отображается по техническим причинам. Чтобы исправить это, воспроизведите график в новом формате, если это возможно. |